# Peter Kluge
Peter Kluge (Salzwedel, RDA, 13 de junio de 1990) es un deportista alemán que compitió en remo. Ganó una medalla de bronce en el Campeonato Mundial de Remo de 2014, en la prueba de dos con timonel.

## Palmarés internacional
| Campeonato Mundial | Campeonato Mundial       | Campeonato Mundial | Campeonato Mundial |
| Año                | Lugar                    | Medalla            | Prueba             |
| ------------------ | ------------------------ | ------------------ | ------------------ |
| 2014               | Ámsterdam (Países Bajos) | Medalla de bronce  | Dos con timonel    |